# 特卫强

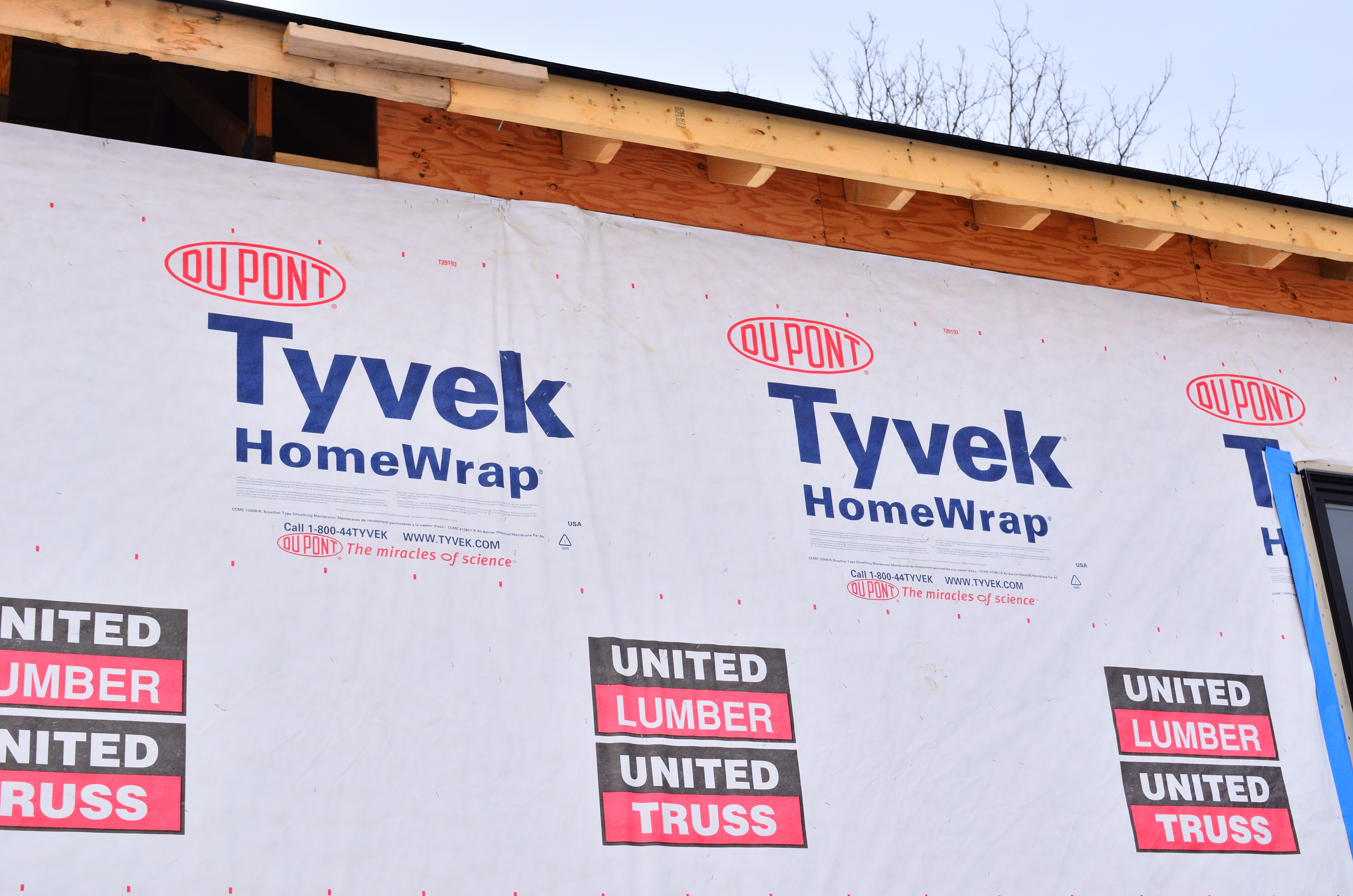
特衛強

（英語：Tyvek），係為美国杜邦公司于1955年开始研发的一种烯烃材料的注注册品牌，它由高密度聚乙烯纤维制成。Tyvek品牌材料的抗拉和抗剪切力极强，综合了纸张、布匹及塑料薄膜的优点，具有轻薄、柔软、光滑且坚韧、防水、不易变形等特点，物理特性较均衡，应用于结构建造、印刷、医药包装、保护服等产品，是一种新型应用材料。